# 奥瓦罗
奥瓦罗（義大利語：Ovaro），是意大利乌迪内省的一个市镇。总面积57.88平方公里，人口2086人，人口密度36.0人/平方公里（2009年）。ISTAT代码为030067。